# Баколод
Баколод (на тагалог: Bácolod) e приморски пристанищен град на остров Негрос, столица на провинция Западен Негрос на Филипините. Баколод е център на провинция и най-големия град на провинцията по численост на населението, – 429 076 жители през 2000 г. През 1970 е бил 187 000 жители. Площ – 156,1 км². Известен като „Градът на Усмивките“. Административно принадлежи към района на Западните Висаи – островна група в централната част на Филипините.
Близки съседни градове – Талисай, Баго и Мурсия. Срещу града през пролива се намира остров Гимарас, до него – съседното голямо пристанище на остров Панай, Илоило. Летището е разположено на 4 км от центъра на града. До Манила са 50 минути със самолет, и 30 минути до Себу. По море до Манила може да се доберете за 20 часа, до Себу – за 7.
В околностите на Баколод е развито селското стопанство, отглежда се ориз, кокосова палма, захарна тръстика. Местното население се занимава също с риболов. Много са заети в сферата на обслужването и туристическия бизнес, тъй като градът е посещаван от голямо количество туристи и комерсанти.
Климатът на Баколод е благоприятен. Сухият сезон е от декември до май, а през останалото време валят дъждове, както и в другите райони на Филипините. Средната температура на въздуха – 26° по Целзий или 80° по Фаренхайт. По сезони температурата почти не се мени.

## История
Етимологично името на града идва от думата от старохилигайнонски език за „хълм“, „могила“, „възвишение“ или „малка височина“. Първото поселение тук е било разположено в планинските околности. През 1787, благодарение на заселилите се тук мюсюлмани, градът се разпростира по дължина на морския бряг. Древното население се нарича „Да-ан Бануа“, тоест „Древният град“. През 1894 г. по указът на генерал-губернатора Чаверия, и чрез посредничеството на губернатора на остров Негрос, Мануел Валдевисео Моркечо, градът е бил придобива статут на административен център на провинция Негрос.
През 1898 за президент е избран Лаксон.
През март 1899 американците окупират Баколод. Установен е неоколониален режим, както и на Филипините. През 1942 градът е бил окупиран от японските войски, и американците се връщат през 1945 г.

## Забележителности
Крайбрежната алея Бейуолк е прекрасно място за отдих и разходка. В сърцето на Баколод, в непосредствена близост до градската управа и катедралата „Сан Себастиан“ е разположен парк, чието официално име е Площад „Шести ноември“ – в чест на освобождението на остров Негрос от испанските завоеватели.
През 80-те години на ХIX век за кратко съществува самостоятелна държава – република Негрос, а Баколод е нейна столица.

## Побратимени градове
- Камлупс, Британска Колумбия, Канада
- Сингараджа, Индонезия
- Бутуан, Филипини
- Легаспи, Филипини
- Марикина, Филипини
- Нага, Филипини
- Параняке, Филипини
- Тагайтай, Филипини
- Андонг, Южна Корея
- Килунг, Тайван
- Лонг Бийч, Калифорния, САЩ